# Louis Marie Hilaire Bernigaud de Chardonnet
Ne doit pas être confondu avec Louis Marie Hilaire Bernigaud de Grange de Chardonnet
Louis Marie Hilaire Bernigaud de Chardonnet est un homme politique français né le 25 novembre 1777 à Chalon-sur-Saône (Saône-et-Loire) et décédé le 12 février 1855 à Chalon-sur-Saône.

Militaire de carrière, il se tient à l'écart de la politique sous la Révolution. Conseiller municipal de Chalon-sur-Saône, commandant de la garde nationale de la ville et conseiller d'arrondissement, il devient sous-préfet en 1823. 
Il est député de Saône-et-Loire de 1827 à 1828, siégeant dans la contre-opposition. Son élection est annulée, car il était inéligible, ne payant pas suffisamment de cens.

## Sources
- « Louis Marie Hilaire Bernigaud de Chardonnet », dans Adolphe Robert et Gaston Cougny, Dictionnaire des parlementaires français, Edgar Bourloton, 1889-1891 [détail de l’édition]